# Assycuera scabricollis
Assycuera scabricollis là một loài bọ cánh cứng trong họ Cerambycidae.